# 硬石餐廳

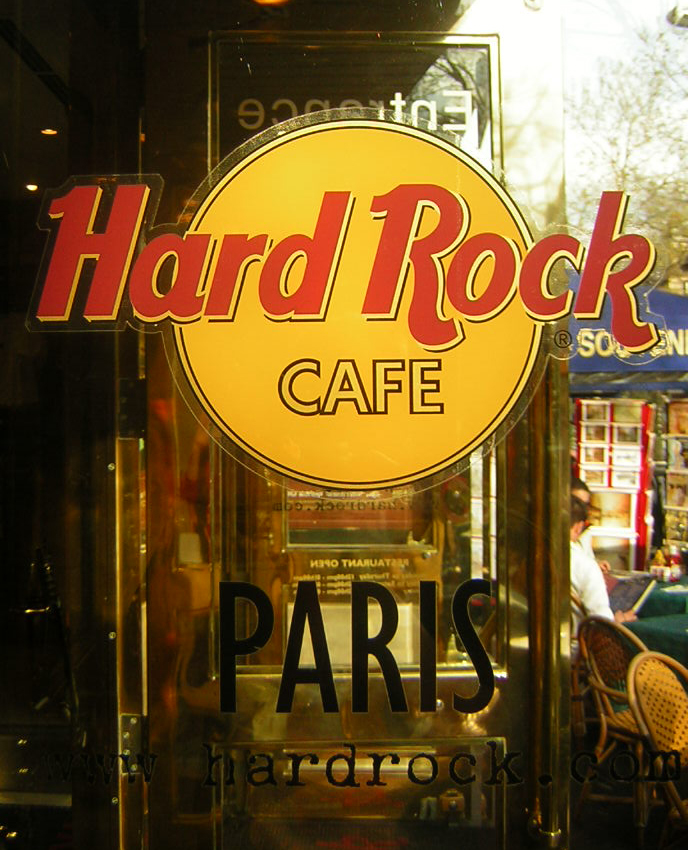
Hard Rock Cafe 巴黎

Hard Rock Cafe是一家連鎖主題餐廳，中文意譯為「硬石餐廳」。

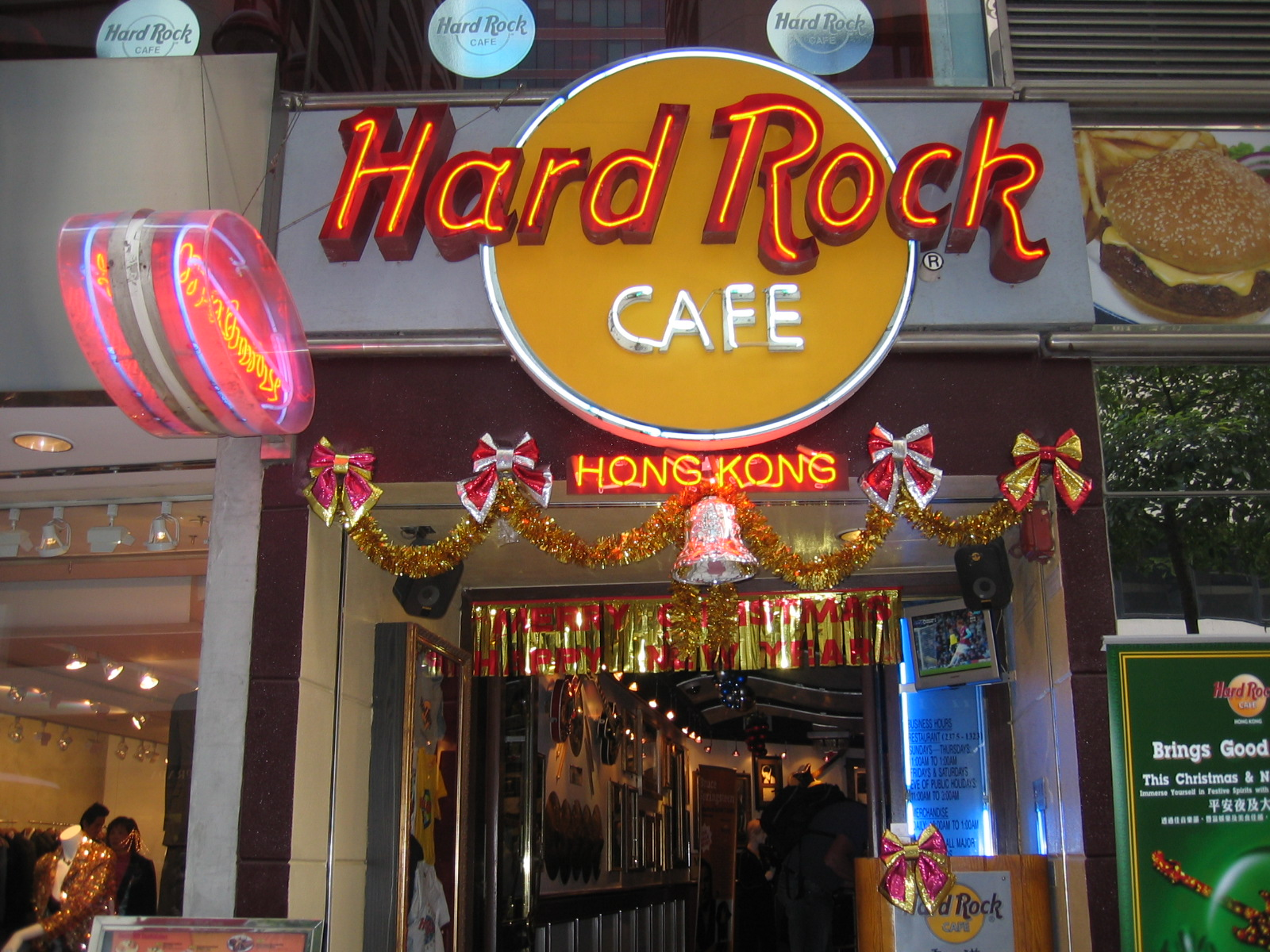
Hard Rock Cafe 香港尖沙咀

Hard Rock Cafe始於1971年6月14日，由兩位居於英國倫敦的兩名美國青年人Peter Morton和Issac Tigrett創辦，起因於極思念如漢堡包等的美式食品。第一家Hard Rock Cafe位於倫敦海德公園。
Hard Rock Cafe的母公司在美國佛羅里達州，全球有百多間連鎖店，職員超過7千人。